# La Popolarissima
La Popolarissima es una carrera ciclista de un día italiana que se realiza en el mes de marzo en las cercanías de Treviso, en la región de Veneto. Fue creada en 1919 y está reservada para ciclistas sub-23 y amateurs o ciclistas de categoría elite sin contrato.

## Palmarés
| Año       | Ganador                 | Segundo               | Tercero                |
| --------- | ----------------------- | --------------------- | ---------------------- |
| 1919 (1)  | Antonio Dalle Fusine    |                       |                        |
| 1919 (2)  | Giovanni Cimetta        |                       |                        |
| 1920 (1)  | Annibale Biasato        |                       |                        |
| 1920 (2)  | Attilio Longhetto       |                       |                        |
| 1921 (1)  | Adriano Zanaga          |                       |                        |
| 1921 (2)  | Angelo Testa            |                       |                        |
| 1922 (1)  | Gaetano Morbioli        |                       |                        |
| 1923 (2)  | Valentino Faccin        |                       |                        |
| 1923      | Livio Cattel            |                       |                        |
| 1924      | Sante Camporese         |                       |                        |
| 1925      | Augusto Dal Cin         |                       |                        |
| 1926      | Mario Lusiani           |                       |                        |
| 1927      | Aldo Canazza            |                       |                        |
| 1928      | Pietro Torres           |                       |                        |
| 1929      | Aimone Altissimo        |                       |                        |
| 1930      | Aimone Altissimo        |                       |                        |
| 1931      | Umberto Censi           |                       |                        |
| 1932      | Gino Zanardo            |                       |                        |
| 1933      | Giovanni Roman          |                       |                        |
| 1934      | Fausto Marion           |                       |                        |
| 1935      | Ottavio Gabrielli       |                       |                        |
| 1936      | Ottavio Gabrielli       |                       |                        |
| 1937      | Giovanni Zandona        |                       |                        |
| 1938      | Giovanni Brotto         |                       |                        |
| 1939      | Giovanni Brotto         |                       |                        |
| 1940      | Oreste Sperandio        |                       |                        |
| 1941      | Silvio Furlan           |                       |                        |
| 1942      | Giovanni Pinarello      |                       |                        |
| 1943      | Giovanni Bonso          |                       |                        |
| 1944      | no realizada            |                       |                        |
| 1945      | Annibale Brasola        |                       |                        |
| 1946      | Annibale Brasola        |                       |                        |
| 1947      | Domenico De Zan         |                       |                        |
| 1948      | Rinaldo Beschi          |                       |                        |
| 1949      | Gino Galeazzi           |                       |                        |
| 1950      | Alberto Gardo           |                       |                        |
| 1951      | Lino Florean            |                       |                        |
| 1952      | Lino Rossato            |                       |                        |
| 1953      | Antonio Uliana          |                       |                        |
| 1954      | Tenaro Codato           |                       |                        |
| 1955      | Giuseppe Vanzella       |                       |                        |
| 1956      | no realizada            |                       |                        |
| 1957      | Pietro Zoppas           |                       |                        |
| 1958      | Dino Liviero            |                       |                        |
| 1959      | Giovanni Tessarolo      |                       |                        |
| 1960      | Mino Bariviera          |                       |                        |
| 1961      | Rino Rossetto           |                       |                        |
| 1962      | Enzo Pretolani          |                       |                        |
| 1963      | Edoardo Gregori         |                       |                        |
| 1964      | Luigino Friso           |                       |                        |
| 1965      | Mario da Dalt           |                       |                        |
| 1966      | Marino Basso            |                       |                        |
| 1967      | Gianpietro Talpo        |                       |                        |
| 1968      | Pietro Poloni           |                       |                        |
| 1969      | Nereo Bazzan            |                       |                        |
| 1970      | Nereo Bazzan            |                       |                        |
| 1971      | Luigi Mazzucco          |                       |                        |
| 1972      | Gianni Sartori          |                       |                        |
| 1973      | Antonio Dal Bo          |                       |                        |
| 1974      | Pietro Poloni           |                       |                        |
| 1975      | Luciano Guidolin        |                       |                        |
| 1976      | Aldo Borgato            |                       |                        |
| 1977      | Adriano Brunello        |                       |                        |
| 1978      | Pierangelo Bincoletto   |                       |                        |
| 1979      | Giovanni Biason         |                       |                        |
| 1980      | Graziano Poli           |                       |                        |
| 1981      | Franco Simionati        |                       |                        |
| 1982      | Giancarlo Bada          |                       |                        |
| 1983      | Silvio Martinello       |                       |                        |
| 1984      | Fabio Parise            |                       |                        |
| 1985      | Federico Ghiotto        |                       |                        |
| 1986      | Ivan Parolin            | Luciano Boffo         | Luigi Simion           |
| 1987      | Giovanni Strazzer       | Giovanni Fidanza      | Endrio Leoni           |
| 1988      | Fabio Baldato           | Mirko Rossato         | Endrio Leoni           |
| 1989      | Orlando Sartori         | Moravio Pianegonda    | Michele Fortin         |
| 1990      | Stefano Checchin        | Mirko Gualdi          | Paolo Fedrigo          |
| 1991      | Desiderio Voltarel      | Luigi Simion          | Mariano Piccoli        |
| 1992      | Nicola Minali           | Alessandro Bertolini  | Luca Pavanello         |
| 1993      | Paolo Voltolini         | Biagio Conte          | Stefano Casagranda     |
| 1994      | Filippo Meloni          | Paolo Passarin        | Alessandro Tresin      |
| 1995      | Franco Maragno          | Nicola Chesini        | Michele Zamboni        |
| 1996      | Gabriele Balducci       | Dario Pieri           | Alessandro Spezialetti |
| 1997      | Luca Cei                | Nicola Chesini        | Antonio Salomone       |
| 1998      | Miguel Ángel Meza       | Wilmer Baldo          | Luca Niccolai          |
| 1999      | Michele Sartor          | Luca Niccolai         | Simone Cadamuro        |
| 2000      | Angelo Furlan           | Cristiano Parrinello  | Luciano Pagliarini     |
| 2001      | Ruslan Pidgornyy        | Dmitri Dementiev      | Mirco Lorenzetto       |
| 2002      | Francesco Chicchi       | Mauro Busato          | Enrico Grigoli         |
| 2003      | Murilo Fischer          | Daniel Zyck           | Mirco Lorenzetto       |
| 2004      | Gianluca Geremia        | Jonathan Righetto     | Stefano Brunelli       |
| 2005      | Luca D'Osvaldi          | Davide Beccaro        | Drasutis Stundzia      |
| 2006      | Roberto Ferrari         | Oscar Gatto           | Andrea Grendene        |
| 2007      | Mauro Richeze           | Andrea Pinos          | Jacopo Guarnieri       |
| 2008      | Jacopo Guarnieri        | Andrea Piechele       | Sacha Modolo           |
| 2009      | Elia Viviani            | Andrea Menapace       | Davide Cimolai         |
| 2010      | Elia Viviani            | Giacomo Nizzolo       | Davide Gomirato        |
| 2011      | Siarhei Papok           | Oleksandr Polivoda    | Andrea Fedi            |
| 2012      | Marco Benfatto          | Alberto Cecchin       | Davide Gomirato        |
| 2013      | Nicola Ruffoni          | Federico Zurlo        | Stefano Perego         |
| 2014      | Nicolas Marini          | Liam Bertazzo         | Mattia De Mori         |
| 2015      | Rino Gasparrini         | Marco Maronese        | Xhuliano Kamberaj      |
| 2016      | Riccardo Minali         | Rino Gasparrini       | Matteo Malucelli       |
| 2017      | Filippo Calderaro       | Damiano Cima          | Leonardo Bonifazio     |
| 2018      | Giovanni Lonardi        | Filippo Fortin        | Nicolas Dalla Valle    |
| 2019      | Nicola Venchiarutti     | Cristian Rocchetta    | Samuele Zambelli       |
| 2020-2021 | no realizada            | no realizada          | no realizada           |
| 2022      | Nicolás Gómez Jaramillo | Francesco Della Lunga | Matteo Baseggio        |
| 2023      | Davide Persico          | Francesco Della Lunga | Giosuè Epis            |
| 2024      | Daniel Skerl            | Simone Buda           | Carlos Alfonso García  |
| 2025      | Iván Smirnov            | Matteo Baseggio       | Lev Gonov              |

## Palmarés por países
| País        | Victorias |
| ----------- | --------- |
| Italia      | 100       |
| México      | 1         |
| Ucrania     | 1         |
| Brasil      | 1         |
| Argentina   | 1         |
| Bielorrusia | 1         |
| Colombia    | 1         |
| Rusia       | 1         |